# Batalla del Cabo Pracel
La batalla del Cabo Pracel (a veces referida como batalla de Pracel) fue un enfrentamiento naval ocurrido en 1591, en las costas de Cochinchina, que enfrentó a Champa contra la Dinastía Ming. La batalla fue protagonizada por el aventurero Pedro Ordóñez de Cevallos, cuyo galeón fue decisivo para la derrota de Ming.

## Contexto
Ordóñez de Cevallos compró un galeón en Acapulco, al cual bautizó como San Pedro. Seleccionó a un capitán, un contramaestre, 30 marineros, 25 grumetes, un guardián, un despensero, dos especialistas extranjeros, dos frailes y 20 pajes, y también sumó a sus compañeros de viaje Pedro de Lomelín y Marcos Ortiz. Lograron comerciar y ganar grandes beneficios en las costas de China y Japón, hasta que llegaron a los mares de Cochinchina, concretamente a los de Champa, país que estaba en guerra con la Dinastía Ming y Camboya, y se encontraba en guerra civil. Ordóñez y sus hombres tuvieron que colaborar con los cochinchinos contra camboyanos y chinos para poder salir de aquellas tierras. Pusieron dirección al cabo Pracel, donde se situaba la flota Ming.

## Desarrollo de la batalla
Ambos bandos tenían decenas de juncos, champanes y demás navíos. El San Pedro, que actuó en solitario durante la batalla, fue determinante por su gran superioridad en todos los sentidos respecto a tanto los navíos enemigos como los aliados. La batalla duró 2 días hasta que se saldó con una importante victoria cochinchino-española. Fue una de las batallas navales más importantes del siglo XVI en Asia. La flota china perdió 116 buques y más de 9000 hombres.

## Consecuencias
Los cochinchinos se mostraron muy agradecidos con Ordóñez y su tripulación, tanto que estos fueron agasajados con regalos. Después de la batalla, el San Pedro y su tripulación continuaron con sus actividades comerciales por el sudeste asiático.